# Château de Hohenbaden
Le château de Hohenbaden (aujourd'hui le Vieux Château) est un château fort allemand situé dans la commune de Baden-Baden.  Le château était la résidence du margrave de Bade au Moyen Âge. 

## Description
Les margraves de Limbourg construisent le château fort pour affirmer leur récente domination sur le Rhin supérieur. Il se trouve sur le versant ouest du mont Battert, au-dessus du village de Bade (Baden en allemand) fondé à l'époque romaine sous le nom d'Aquae et devenu aujourd'hui Baden Baden. Le margrave Hermann II (1074-1130) fait construire le château supérieur - appelé aussi Hermannsbau - dans les années 1100. À partir de 1112, les margraves se font appeler « margraves de Bade ».
Le château inférieur est construit en style gothique par le margrave Jacques Ier (1431-1453).
Du donjon du Vieux Château, il y a une belle vue sur la ville de Baden-Baden et au loin vers la vallée du Rhin et les Vosges. 
Une grande harpe éolienne se trouve dans les ruines de la salle des Chevaliers du Vieux Château. En 1999, la harpe avait une hauteur totale de 4,10 mètres et 120 cordes. Une stèle octogonale en hommage aux margraves de Bade a été érigée en 2014 près de l'aire de stationnement.

## Utilisation actuelle
Le Vieux Château est un point de départ idéal pour des promenades autour de Baden-Baden. C'est l'un des monuments parmi les plus significatifs du Land de Bade-Wurtemberg ; il dépend de l'établissement des palais et jardins du Bade-Wurtemberg. Le château abrite un restaurant avec un petit hôtel de trois chambres et deux suites. 

Château de Hohenbaden - Altes Schloss Hohenbaden
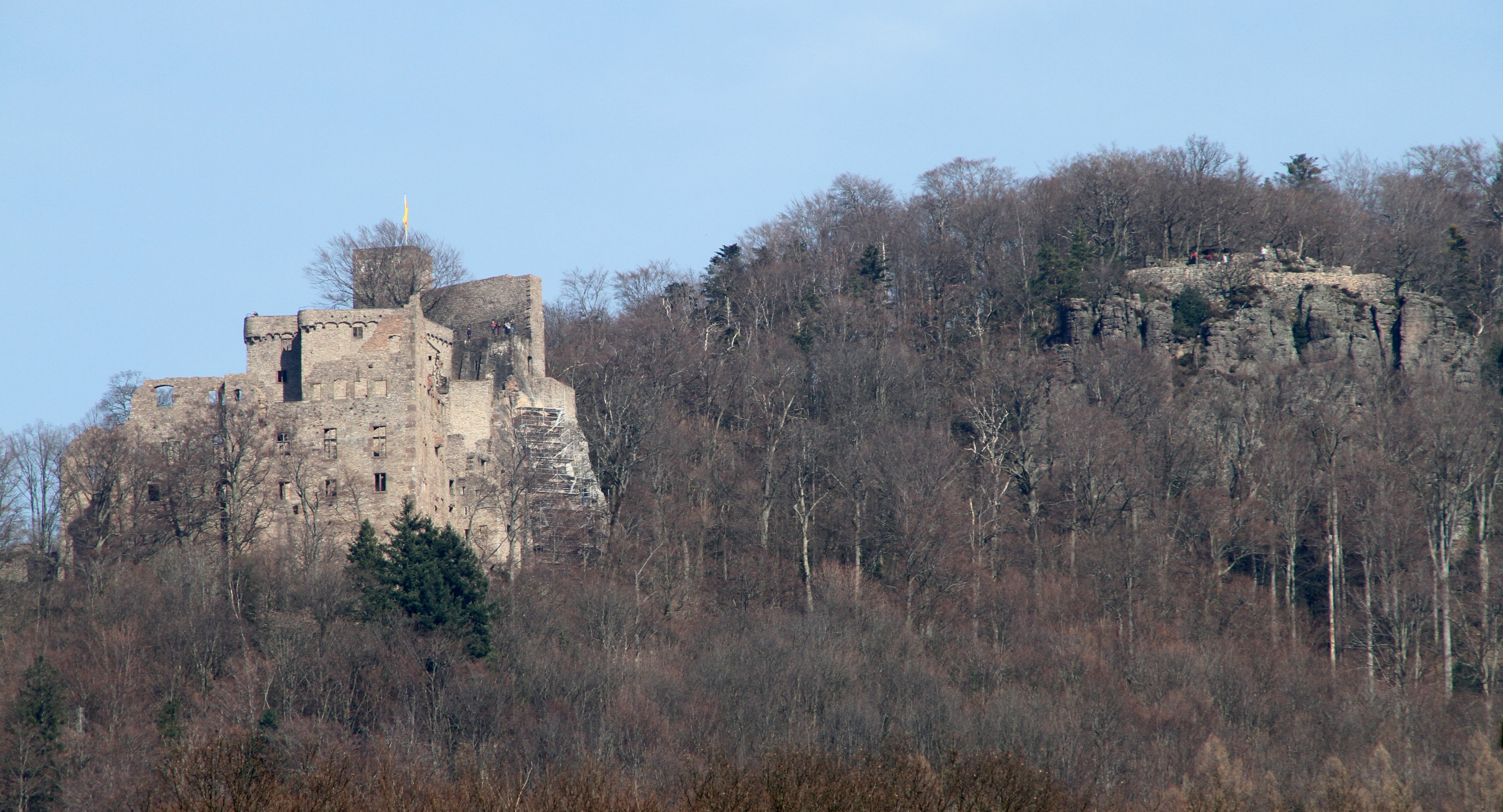
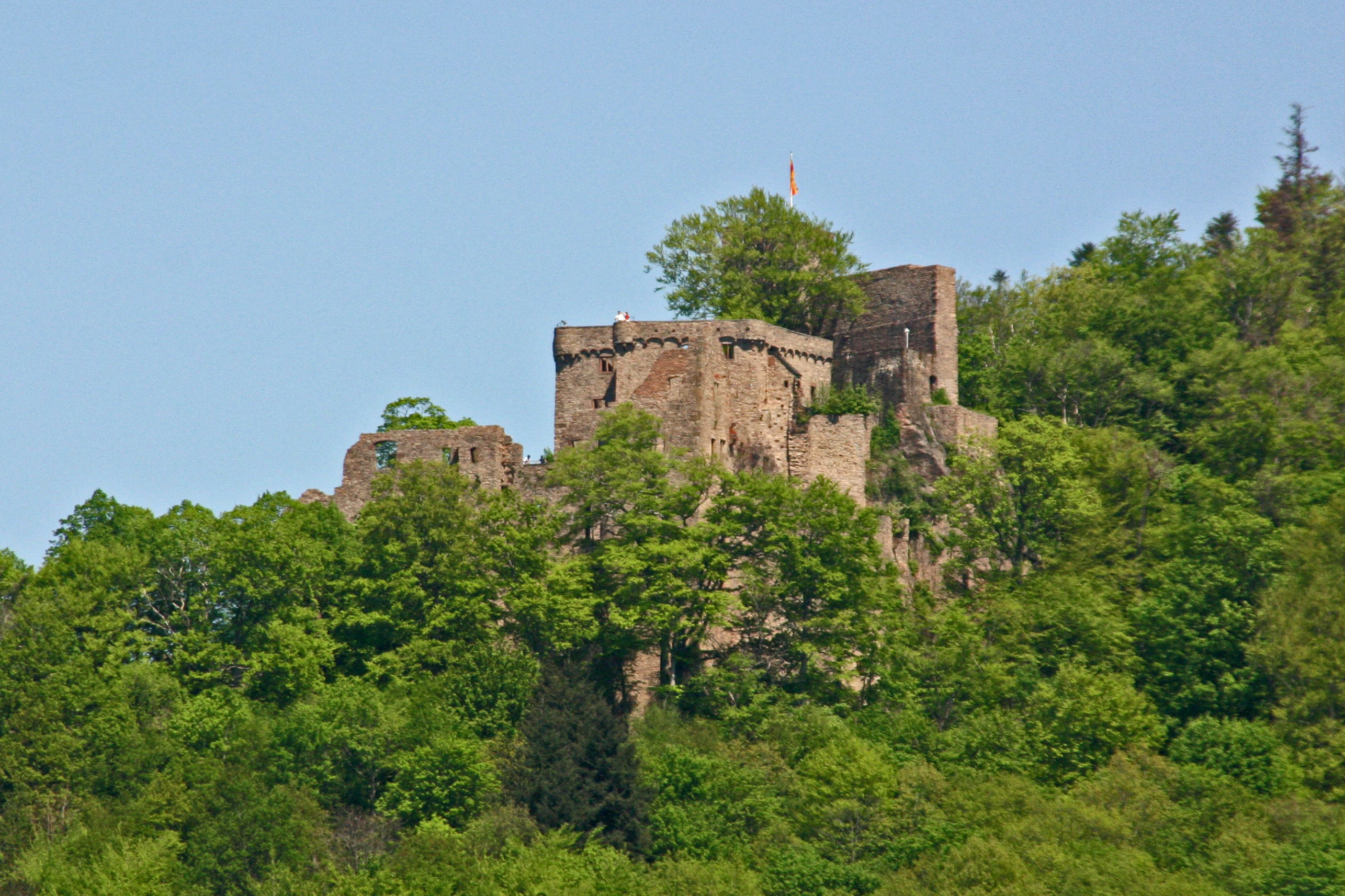
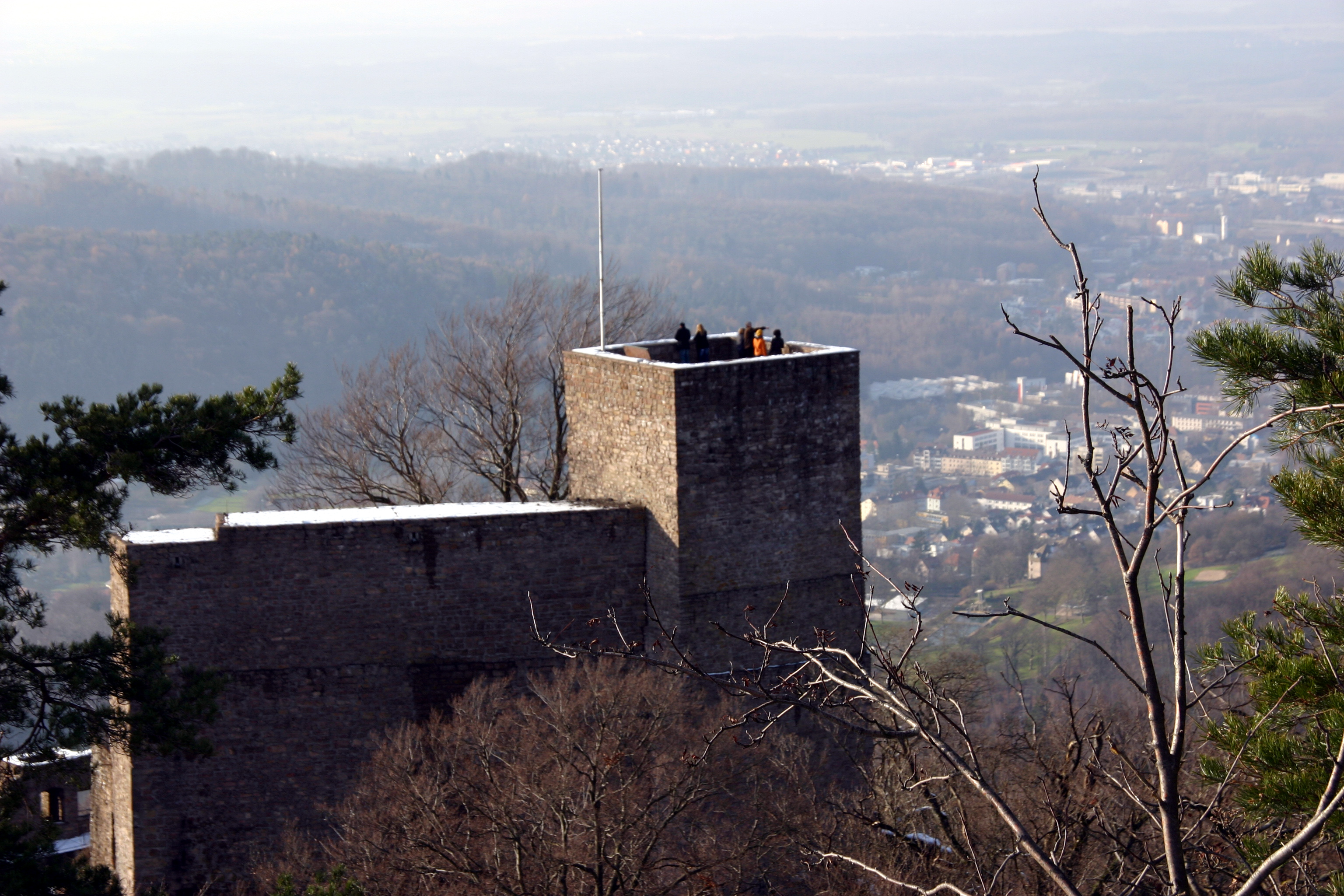
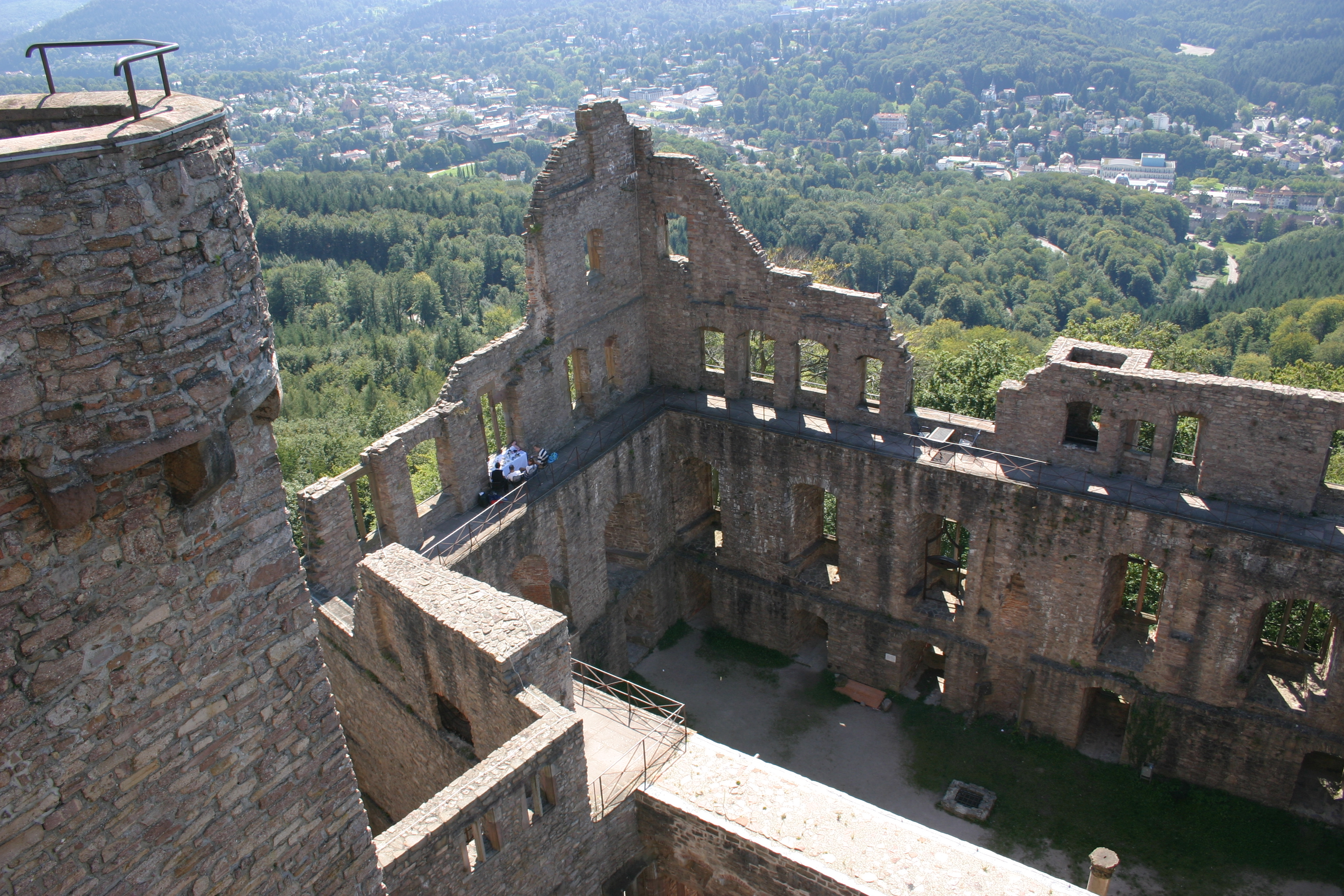
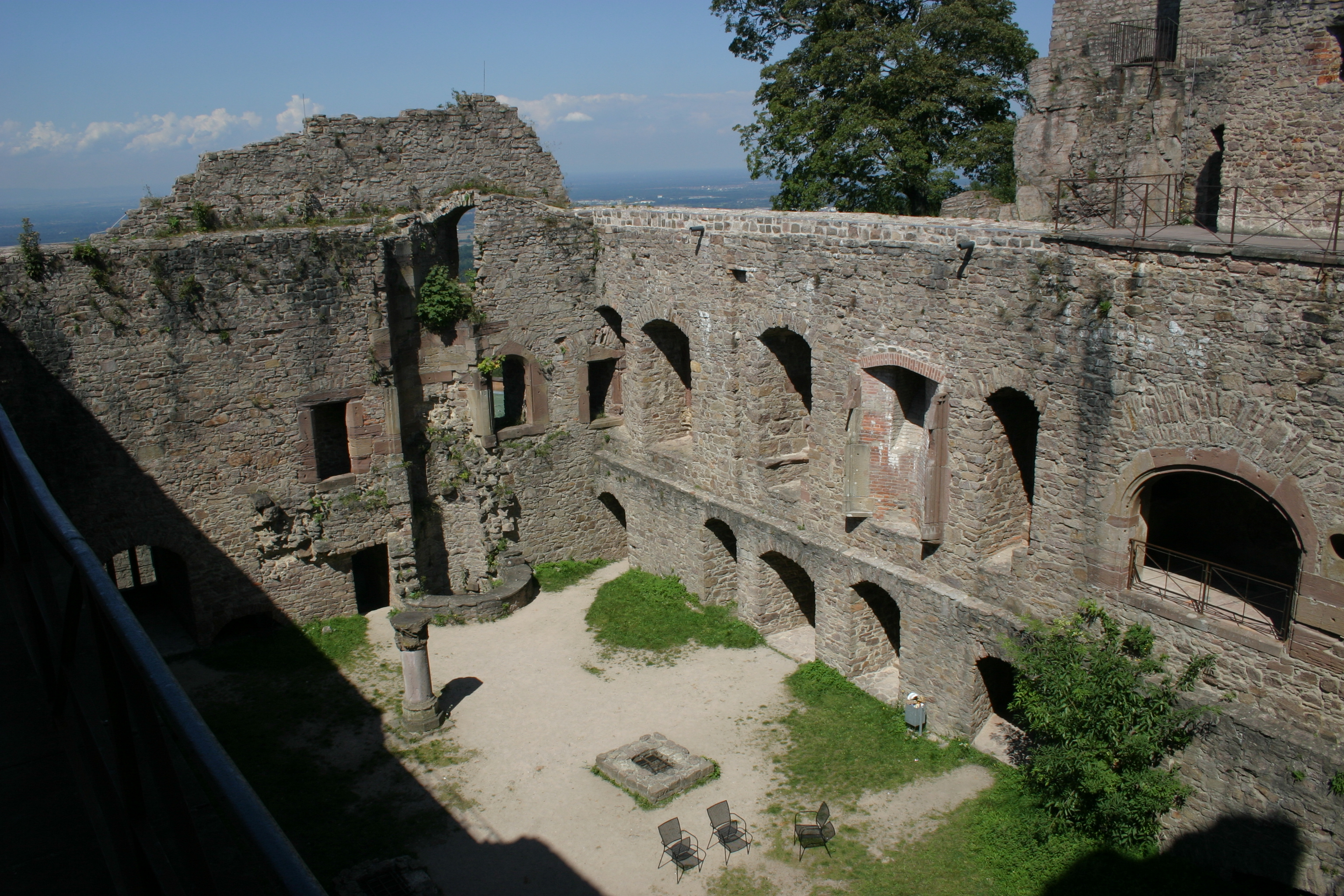
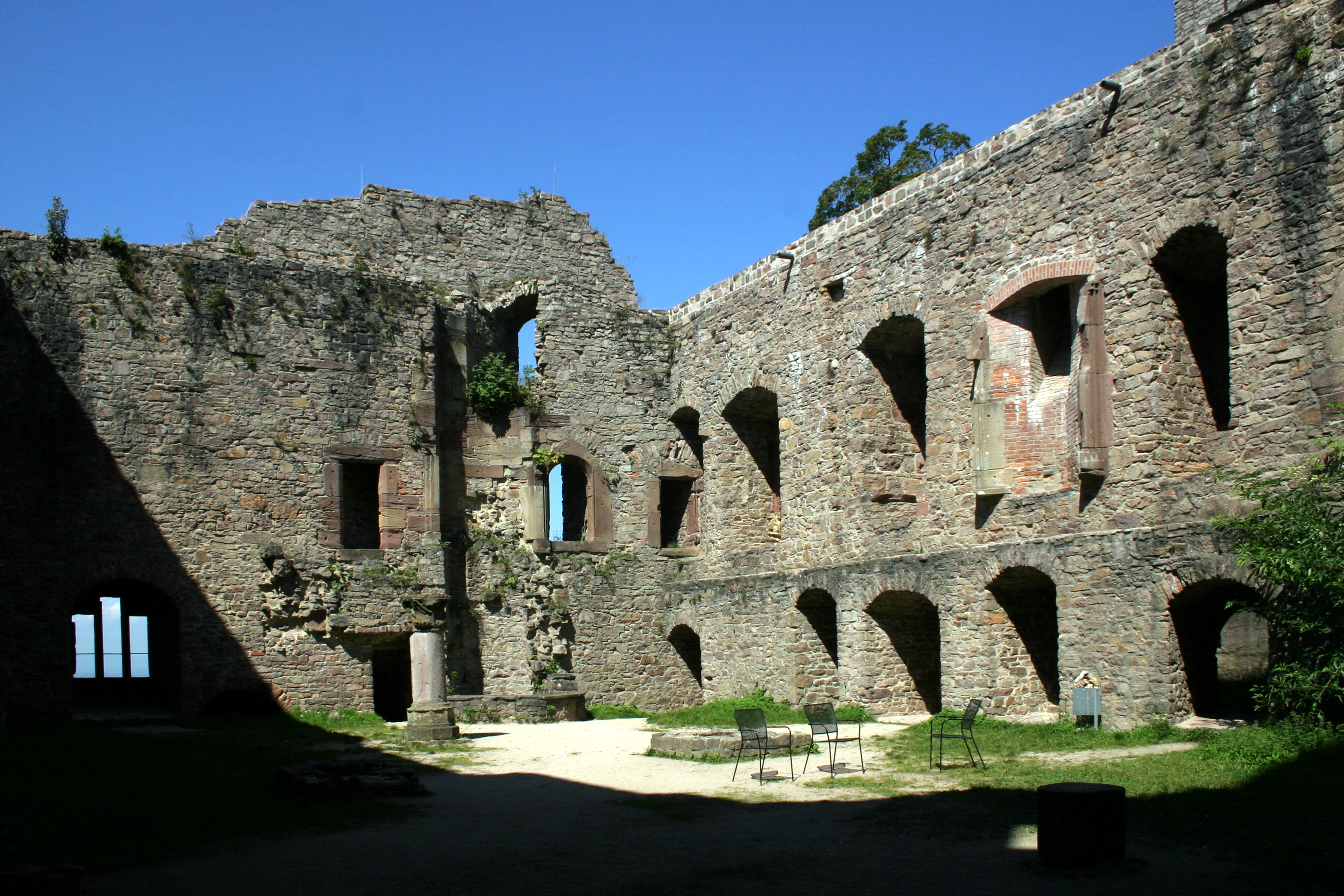
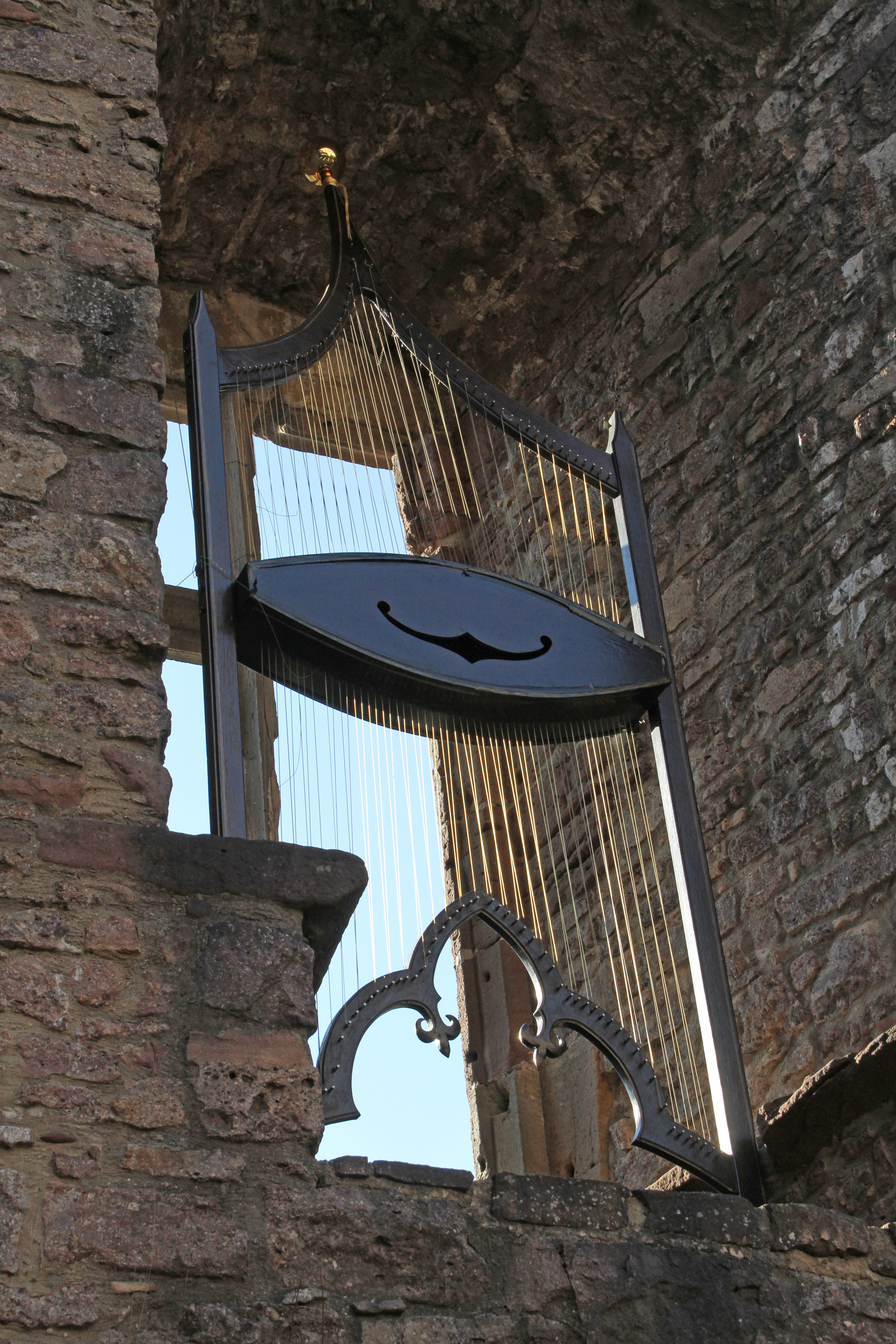
Harpe éolienne
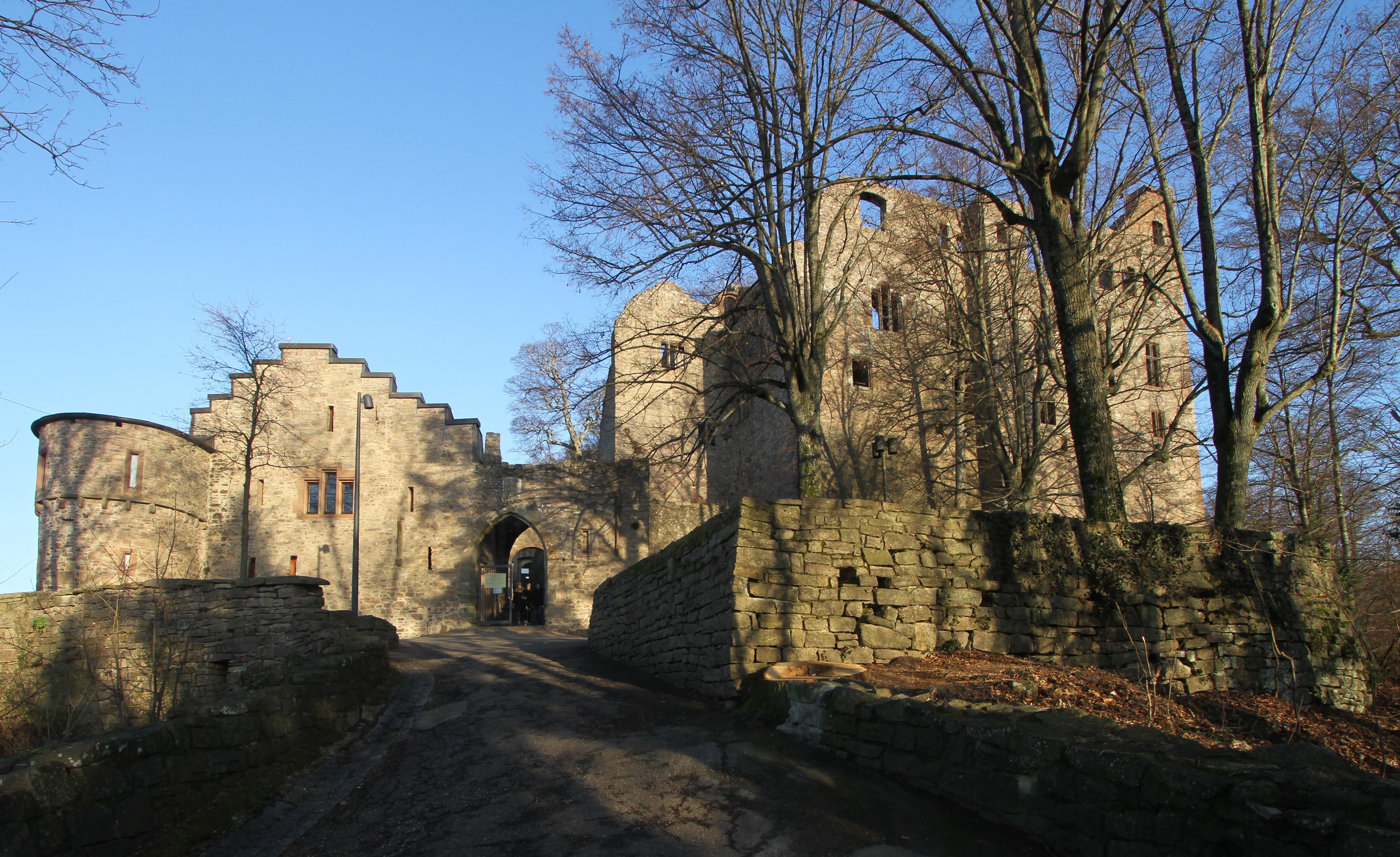